# 淋文化
淋文化是中國大陸網路社群中針對臺灣歌手蔡依林的一種迷因文化，起始於2009年。這種文化主要出現在百度貼吧和新浪微博等平台，特色包括以蔡依林歌曲歌詞和她日常語氣詞為基礎創造的一種獨特說話方式，俗稱「淋語」，以及大量二次創作的蔡依林圖片和影片。由於淋文化的使用者多為中國大陸的男同性戀群體，因此在當地的男同性戀文化中具有重要影響力。

## 歷史
「淋文化」起源於2009年，主要流傳於中國大陸的網路社群平台如百度貼吧和新浪微博。當年，蔡依林發行專輯《花蝴蝶》，其中的造型被指控抄襲日本歌手濱崎步，引發兩位歌手粉絲間的罵戰。2010年，雙方粉絲在百度貼吧持續爭吵，濱崎步粉絲甚至編造蔡依林患有淋病的謠言，並利用蔡依林在現場影音專輯《地才》中劈叉的畫面，製作大量侮辱女性下體的GIF圖片。此外，蔡依林歌曲歌詞和日常語氣詞也被濱崎步粉絲用來嘲諷，甚至創造出「淋逼」等侮辱性詞彙，戲稱蔡依林為「宇宙級別天后淋淋」。
隨後，蔡依林的黑粉為惡搞她，開發了一款名為「降淋」的遊戲，遊戲中將她的頭像移花接木到怪獸、千手觀音、性感美女等角色上。黑粉還在百度貼吧建立了「三木木吧」貼吧專門抹黑蔡依林，該貼吧後來被封禁。隨著韓流及中國大陸本土流量明星的興起，「淋語」的使用逐漸減少。

## 特點

蔡依林的現場影音專輯《地才》是惡搞她的經典素材之一，其中的截圖成為中國大陸網路上常見的惡搞表情包。

「淋文化」的惡搞方式主要包括使用「淋語」以及對蔡依林圖片和影片的二次創作。蔡依林在此文化中被黑粉戲稱為「淋淋」，而黑粉則自稱「本質騎士」。隨著時間推移，蔡依林被黑的現象反而成為一種潮流，部分粉絲甚至將「淋淋」轉為對蔡依林的愛稱。
「淋語」是一種由黑粉根據蔡依林歌曲歌詞和她平常的語氣詞創造出來的特殊說話方式，被戲稱為「淋王星的官方語言」。這種語言混合了蔡依林日常語氣詞、變調的臺灣國語及英語，並搭配特有詞彙。常見的「淋語」語氣詞包括「嚕」、「惹」、「泥」、「轟」、「奴」等，其中「惹」帶有傲嬌的語氣，相當於「了」。其他常見詞彙有代表裝可愛的「啾咪」、代表威脅時冷笑的「嘻嘻」，還有形容明星過氣的「吸進淋逼」或「Flop到淋逼」。2013年，這種語言在新浪微博上已有不少使用者。

## 影響力
「淋文化」在中國大陸男同性戀文化中佔有重要地位，使用「淋語」和蔡依林的惡搞表情包幾乎成為該社群的一種身份認證方式。由於蔡依林被視為同志偶像，中國大陸的男同性戀群體或多或少都會使用「淋語」，一方面用以區別自身社群文化與主流文化，彰顯「獨特性」和「優越性」，另一方面也表現一種無形的「示威」。匿名的網路環境讓男同性戀社群透過使用「淋語」來建立對自身性向的認同感。此外，主流社會對男同性戀的道德束縛使得他們難以公開尋找同伴，「淋語」作為獨特語言，滿足了這種情感需求。再者，「淋語」中像「嚕」、「惹」、「熏」等詞彙帶有性暗示，也使其在男同性戀社群中特別受歡迎。
蔡依林本人曾回應過「淋文化」。2014年，《南都娛樂週刊》採訪時，她用「淋語」中的「啾咪」向讀者問好，並表示「覺得自己好少女」。同年接受搜狐娛樂訪問時，她坦言會用惡搞她的表情包宣洩情緒，對於專門抹黑她的貼吧則表示知道有，但不會浪費精神與黑粉辯論。2015年，蔡依林在網易雲音樂訪問中談及網路惡搞，認為應「適可而止，不要傷害別人的自尊」，並表示喜歡看帶有「賤」但有趣的動畫，認為惡搞是一種好玩的方式，但不鼓勵負面攻擊。2018年，她在〈怪美的〉MV中穿回「唯舞獨尊世界巡迴演唱會」的藍色吊帶裙，重現當年舞蹈動作，直面「被黑」歷史。

## 外部連結
- 萌娘百科上的淋語 （页面存档备份，存于）